# Dicroisme

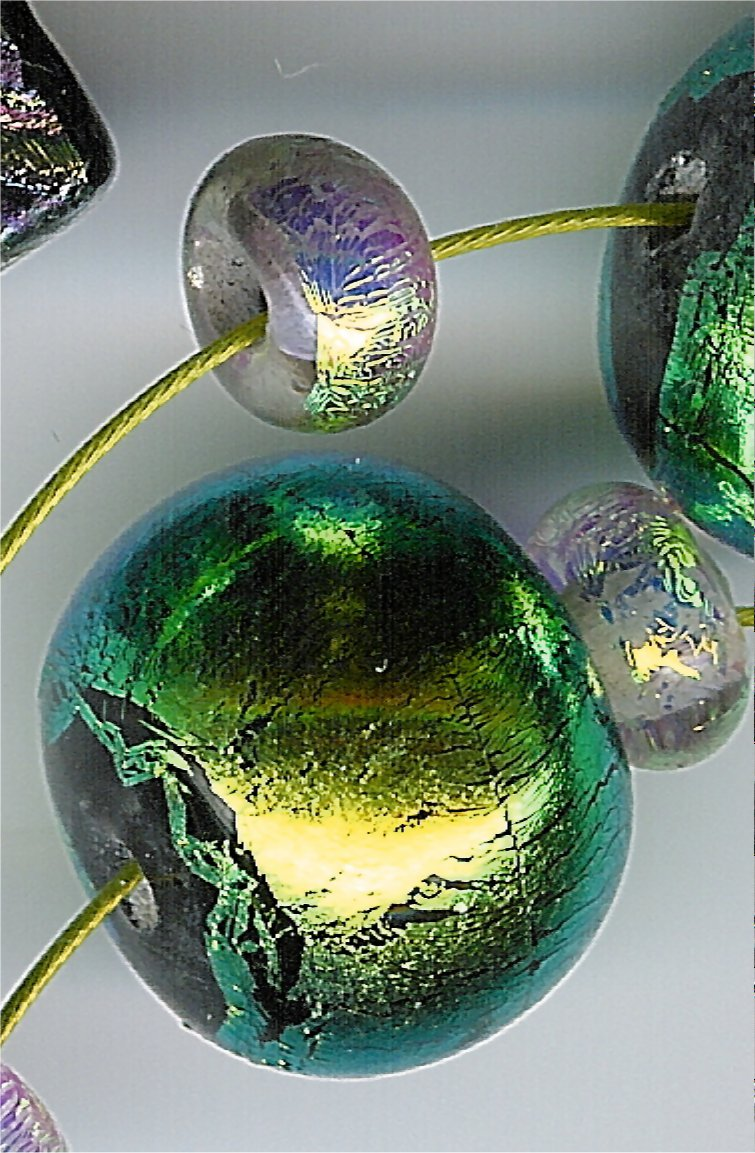
Comptes de vidre per a làmpades amb propietats dicroiques.

Dicroisme té dos significats relacionats, però diferents, en el camp de l'òptica.Una primera accepció és la propietat d'aquells materials capaços de dividir un feix de llum policromàtica en diversos feixos monocromàtics amb diferents longituds d'ona (no s'ha de confondre amb el fenomen òptic de dispersió reactiva). La segona accepció es refereix a aquells materials que en rebre un raig lluminós amb diferents plans de polarització absorbeixen en diferent proporció cada un d'ells després de la reflexió. El dicroisme és mesurat mitjançant un aparell anomenat dicroscopi.

## Un concepte, dos significats
Aquest doble significat de la paraula dicroic emprada freqüentment en física (en concret en el camp de l'òptica) s'ha intentat inferir pel context. Per aquesta raó, quan es parla d'un mirall, un filtre o un separador de raigs es refereix al concepte dicroic en el significat de separació de colors; tanmateix quan es parla d'un vidre o material que mostra diferents graus d'absorció en funció de la polarització s'entén que està referint-se al segon significat.

### Separació en diferents colors
L'etimologia de la paraula dicroic prové del grec dikhroos que traduït ve a significar "dos colors", fent d'aquesta forma referència a qualsevol dispositiu òptic capaç de dividir un feix lluminós en dos, o més, fas amb diferents longituds d'ona (o, cosa que és el mateix, en "dos o més colors"). Entre tals dispositius s'inclouen els miralls i els filtres dicroics, tractats generalment amb recobriments òptics, dissenyats per reflectir la llum amb un determinat interval de longituds d'ona i transmetre a través d'ells la llum que no pertanyi a l'esmentat interval; aquesta operació separa la llum en dos colors.
Un exemple d'aquest tipus de materials és el prisma dicroic, emprat en algunes videocàmeres que solen emprar tres tipus diferents de recobriment per separar els raigs lluminosos en colors específics: generalment els components vermell, blau i verd per poder així emmagatzemar cada un en el seu respectiu CCD (dispositius acoblats de càrrega). Aquest tipus de dispositiu dicroic no sol dependre de la polarització de la llum. El terme dicromàtic sol emprar-se en aquest sentit de forma molt habitual.

### Separació del pla òptic
Una segona accepció de la paraula dicroisme fa referència als materials capaços de canviar els estats de polarització d'un raig de llum; d'aquesta forma, quan la llum viatja a través d'aquests mitjans dicroics experimenta una absorció variable en funció del seu pla de polarització. El terme dicroisme prové de les observacions fetes en èpoques molt primerenques de la teoria òptica sobre certs cristalls, tals com la turmalina. En aquests cristalls, l'efecte del dicroisme varia notablement amb la longitud d'ona de la llum, fent que apareguin diferents colors associats a diferents plans de polarització. Aquest efecte és generalment pleocroisme denominat, i la tècnica s'empra en mineralogia per identificar els diferents minerals. En alguns materials, tals com l'herapatita (sulfat d'iodoquinina), o les pel·lícules Polaroid, l'efecte no és tan dependent de la longitud d'ona, i per tant, el terme dicroic no seria massa precís, malgrat el seu ús.

## Dicroisme en cristall líquids
El dicroisme té lloc també com a fenomen òptic en el vidre líquid degut en part a l'anisotropia òptica que presenten les estructures moleculars d'aquests materials, o a la presència d'impureses (efecte conegut com a tint dicroic, o com a efecte hoste-convidat).

## Vidre dicroic
El vidre dicroic té el seu origen en la indústria de l'espai i la seva exploració. S'utilitza, per exemple, en càmeres de vídeo a color, per separar la imatge procedent de l'exterior en els tres colors primaris, per a que, cadascun, pugui ser processat en un CCD.

### Procés de fabricació
En el procés per a la fabricació del vidre dicroic, s'utilitza una cambra de buit, on el vidre, ja en plaques i en calent, es revesteix amb múltiples capes d'òxids metàl·lics, que són vaporitzats sobre el mateix. S'utilitzen òxids de metalls com el titani, el silici o el magnesi, els quals es dipositen en la superfície del vidre a més de 150 ° C, en un forn de buit.
Els colors que el vidre transmet depenen dels òxids metàl·lics que s'hagin utilitzat per cobrir-lo. Depenent dels òxids empleats, al cremar, produeix un color característic d'acord amb les seves propietats químiques. I la intensitat dependrà de l'oxigen disponible en el moment de l'escalfament, així per exemple; el Liti dona vermell, el Sodi dona un color daurat, el Magnesi, uns centelleigs platejats, l'Alumini, blanc platejat, el Sofre, un groc marró, el Coure, blau i el Bari és el que produeix el verd. Ara bé, falten molts altres compostos químics que funcionen com estabilitzadors, retardadors, catalitzadors, que donen diversos efectes, com per exemple, espurnes o també hi ha altres que fan que la lluentor sigui més intensa. No obstant això, aquests resultats depenen de la barreja i de les proporcions, i també hi ha altres elements que produeixen els mateixos colors.

### Patrons obtinguts
Els vidres dicroics més nous, porten impresos uns patrons amb quadrats, cercles, escates ... També es poden aconseguir fils i varetes de vidre dicroic. Els òxids metàl·lics es vaporitzen amb un raig d'electrons i el color que resulta, està determinat per les composicions d'òxids individuals; unes capes dicroiques transmeten certes ones de llum, mentre reflecteixen altres, creant un dibuix similar a la iridescència observada en l'òpal de foc, les ales de libèl·lula, i les fulles de colibrí. El color que transmet, és diferent al color reflectit, i un tercer color s'aprecia veient la peça dicroica en un angle de 45 °. Els colors que resulten són purs, saturats. Són onades senzilles de llum, que semblen originar des de l'interior de la peça dicroica.

## Miralls dicroics
El mirall dicroic és aquell que té la propietat de reflectir la llum selectivament en funció d'una determinada longitud d'ona, sent la longitud d'ona la distància entre els punts de la fase corresponent a dos cicles consecutius d'una ona.
De la mateixa manera que el so és una combinació de tons de diferents freqüències, la llum blanca que nosaltres observem al despertar al matí és una combinació de colors diferents, i són diferents perquè difereixen les seves longituds d'ones.
La longitud d'ona [λ] es relaciona amb la velocitat de la propagació de la llum [v] i la freqüència [f] i s'expressa de la següent manera: λ = v / f
El mirall dicroic permet deixar passar un color i reflectir un altre.

## Cristalls líquids
El dicroisme té lloc també com a fenomen òptic en el cristall líquid, degut en part a l'anisotropia òptica que presenten les estructures moleculars d'aquests materials, o per la presència d'impureses (efecte conegut com a tint dicroic, o com a efecte hoste-amfitrió).